# 838
Cette page concerne l'année 838  du calendrier julien. Pour l'année 838 av. J.-C., voir 838 av. J.-C.
L'année 838 est une année commune qui commence un mardi.

## Événements

### Asie
- 8 juillet[1] : le prêtre japonais Ennin se rend dans la Chine des Tang (fin en 843[2] ou 847).

- Le roi du Tibet Relpachen est assassiné. Son frère Langdarma, présenté plus tard comme un persécuteur du bouddhisme, règne sur le Tibet. Il favorise le bön au détriment du lamaïsme (fin en 842)[3].

### Proche-Orient
- 4 janvier[4] : Babak, chef d'un mouvement religieux et social, est livré au calife Al-Mutasim qui le fait torturer à mort[5].
- 22 juillet : le basileus Théophile est battu à Anzen près de Tokat, à l'Est de l'Halys par le calife Al-Mutasim. Prise d’Ancyre par les Abbassides[6].
- 12 août : prise d’Amorium sur les Byzantins par les Abbassides. Le calife refuse les demandes de paix de Théophile mais est rappelé en Syrie par une révolte[7].

### Europe
- Mars[8] : entrevue de Trente entre Louis de Bavière et Lothaire. Les deux frères ne peuvent s'entendre[9].
- Juin : Louis de Bavière est condamné par son père au plaid de Nimègue ; il ne garde que la Bavière[9].

- Septembre : Charles reçoit le duché du Mans en apanage au plaid de Quierzy[9].
- Décembre : nouvelle révolte de Louis de Bavière[9].
- 13 décembre : à la mort de Pépin Ier à Poitiers, Louis le Pieux accorde l’Aquitaine à son fils Charles le Chauve ce qui provoque le soulèvement des grands d’Aquitaine. Ils proclament roi un bâtard de Pépin Ier, Pépin II[10].
- 26 décembre : raz-de-marée attesté en Frise par les Annales de Xanten et de Saint-Bertin[11].

- Les Vikings danois alliés aux Bretons de Cornouailles attaquent le Wessex. Egbert le Grand les bat à Hingston Down près de Callington[12].
- Les musulmans de Sicile ravagent Brindisi et Tarente (839)[13].
- Marseille est mise à sac par les musulmans[14].
- Première ambassade varègue à Constantinople[15].
- Un aristocrate alémanique nommé Bodo quitte la cour de Louis le Pieux sous le prétexte d’un pèlerinage à Rome, se rend à Ausone, près de Barcelone où il se convertit au judaïsme, prend le nom juif d’Eléazar, et, à l’exception d’un de ses neveux converti comme lui, vend tous les membres de sa suite comme esclaves. L’affaire fait scandale. Il sera imité notamment par le clerc Wecelin et l’archevêque Andreas[16].